# تائوس (میزوری)
تائوس (به انگلیسی: Taos) یک شهر در ایالات متحده آمریکا است که در شهرستان کول، میزوری واقع شده‌است. تائوس ۵٫۸۸ کیلومتر مربع مساحت و ۸۷۸ نفر جمعیت دارد و ۲۲۲ متر بالاتر از سطح دریا قرار دارد.